# Le Louroux-Béconnais
Le Louroux-Béconnais korábbi község Franciaország Loire mente régiójában, Maine-et-Loire megyében. 2016. december 15-én La Cornuaille és Villemoisan korábbi községgel egyesült és Val d’Erdre-Auxence új község része lett.
Lakosainak száma 3269 fő (2018. január 1.). Le Louroux-Béconnais Belligné, Angrie, Bécon-les-Granits, La Cornuaille, La Pouëze, Saint-Sigismond, Erdre-en-Anjou, Villemoisan és Ingrandes-le-Fresne-sur-Loire községekkel határos.

## Népesség
A település népességének változása:
| Lakosok száma | 3016 | 4916 | 3217 | 3269 |
|               | 2013 | 2016 | 2017 | 2018 |